# Tréméven, Finistère
Tréméven (tiếng Breton: Tremeven-Kemperle) là một xã của tỉnh Finistère, thuộc vùng Bretagne, miền tây bắc Pháp.

## Dân số
Người dân ở Tréméven được gọi là Trémévénois.